# Наташа Джонас — Мікаела Майєр
Бій Наташа Джонас — Мікаела Майєр (англ. Natasha Jonas vs Mikaela Mayer) — професійний боксерський поєдинок між володаркою титулу IBF у напівсередній вазі Наташею Джонас і 1-м номером рейтингу IBF у напівсередній вазі Мікаелою Майєр. Бій відбувся 20 січня 2024 року на Ліверпуль Арені в Ліверпулі (метропольне графство Мерсісайд, Велика Британія). Наташа Джонас здобула перемогу розіділеним рішенням (96–95, 93–97, 96–94).
У співголовній події Зак Челлі завоював титули BBBofC British та CBC в другій середній вазі, здолавши одностайним рішенням Джек Каллена (116–113, 115–114, 116–112).

## Передумови
Наташа Джонас (14–2–1, 9 KO) зазнала першої поразки в кар'єрі у 2018 році, коли поступилась технічним нокаутом Вівіан Обенауф. Далі боксерка провела поєдинок проти Террі Гарпер за титули IBO та WBC в першій напівсередній вазі, проте той закінчився в нічию. У травні 2021 Джонас провела бій за абсолютне чемпіонство в легкій вазі проти Кеті Тейлор, але поступилась одностайним рішенням (95–96, 94–96, 95–96).
У лютому 2022 року Наташа Джонас провела титульний бій у напівсередній вазі, в якому здобула пояс WBO. У вересні та листопаді вона змогла додати до колекції титули WBC та IBF, здолавши Патрицію Бергхульт та Марі Ів Дікер відповідно. У 2023 Наташа Джонас перейшла до напівсередньої вагової категорії, де у липні здобула титул IBF.
Мікаела Майєр (19–1, 5 KO), бронзова призерка чемпіонату світу 2012 року та учасниця Олімпійських ігор 2016, у жовтні 2022 зазнала першої поразки в кар'єрі, поступившись розділеним рішенням Алісії Баумгарднер в поєдинку за абсолютне чемпіонство в напівлегкій вазі. З того часу американка провела 2 бої, останній з яких, 2 вересня 2023, в андеркарді поєдинку Ліам Сміт — Кріс Юбенк-молодший II, перемогла рішенням за очками.

## Час початку
Мейнкард розпочався о 21:00 за київським часом, а головна подія — о 00:15.

## Транслятори
Трансляція поєдинку пройшла на потоковому мультимедіа ESPN+ та на телеканалі Sky Sports.

## Суддівські записки
| Майкл Александр | Майкл Александр | Діана Дрюс Мілані | Діана Дрюс Мілані | Френк Ломбарді | Френк Ломбарді |
| --------------- | --------------- | ----------------- | ----------------- | -------------- | -------------- |
| Джонас          | Майєр           | Джонас            | Майєр             | Джонас         | Майєр          |
| 96              | 95              | 93                | 97                | 96             | 94             |
| Джерело:        |                 |                   |                   |                |                |

## Перебіг поєдинку
Стартовий раунд Джонас розпочала краще. Хоча центр рингу захопила Майєр, всі її двійки Наташа успішно контратакувала кросами та лівими прямими. Третій раунд вийшов найбільш конкурентним.
Чемпіонка активніше розпочала четвертий раунд, проте Майєр змогла відповісти, притиснувши суперницю до канатів та почавши наносити велику кількість ударів.
Протягом усього п'ятого раунду Джонас боксувала першим номером, наносивши регулярні удари по корпусу.
Останні раунди пройшли з перевагою претендентки, яка була більш потужною та активною. Її поразка викликала хвилю невдоволень у мережі.